# Килберн-парк (станция метро)
Килберн-парк (англ. Kilburn park) — станция глубокого заложения Лондонского метрополитена, в районе Килберн в лондонском боро Брент. Станция расположена на линии «Бейкерлоо» (англ. Bakerloo), между станциями «Королевский парк» (англ. Queen’s Park) и «Мэйде-Вейл» (англ. Maida Vale). Находится во второй тарифной зоне.

## Описание
Наземный вестибюль представляет собой здание, специально спроектированное архитектором Стэнли Хипсом для лондонской компании англ. Underground Electric Railways (UERL). За основу архитектор взял стандартизированный дизайн, который появляется во многих зданиях вестибюлей станций, находящихся под управлением UERL. Наземный вестибюль станции «Килберн-парк» выдержан в модифицированной версии стиля более ранних станций линии «Бейкерлоо», спроектированных английским архитектором Лесли Грином (1875—1908) с фасадом, облицованным коричневой терракотовой плиткой, но без больших полукруглых окон на уровне первого этажа и без верхнего этажа, который предназначался для размещения подъёмных механизмов и с появлением эскалаторов больше не требовался. Это одна из первых станций лондонского метро, изначально спроектированная и построенная специально для использования эскалаторов, а не пассажирских лифтов.
Станция расположена на Кембридж-авеню приблизительно в ста метрах западнее Килберн-Хай-роуд, неподалёку от места её перехода в Мэйде-Вейл (трасса A5). Является памятником архитектуры II категории и внесена в список Национального наследия Англии.

## История
Станция открылась 31 января 1915 года в качестве временного конечного остановочного пункта на участке продолжения линии «Бейкерлоо» от вокзала «Паддингтон» до Королевского парка. В связи с тем, что на момент открытия продления линии строительство станции «Мэйде-Вейл» не было завершено в полном объёме, до 6 июня 1915 года предыдущей станцией была «Ворик-авеню».
11 февраля 1915 года открылась станция «Королевский парк», ставшая временной конечной на северном радиусе линии «Бейкерлоо».
В 2017 году суммарный пассажирооборот по станции составил 3 370 000 человек.

## Трафик
Трафик по линии составляет от 18 (по воскресеньям) до 22 (часы пик) пар поездов в час (п/ч). Схема движения по станции по будним дням в нерабочее время и в течение всего дня по субботам, выглядит следующим образом:
- 20 пар поездов в час (п/ч) до станции «Элефант-энд-Касл[англ.]» (южное направление).
- 6 пар поездов в час (п/ч) до станции «Харроу-энд-Уэлдстон[англ.]» через «Стоунбридж-парк[англ.]» и «Королевский парк» (северное направление);
- 3 пары поездов в час (п/ч) до станции «Стоунбридж-парк[англ.]» через «Королевский парк» (северное направление);
- 11 пар поездов в час (п/ч) до станции «Королевский парк» (северное направление);

Пиковое обслуживание в будние дни осуществляется с одной либо двумя дополнительными парами поездов в час на участке «Королевский парк» — «Элефант-энд-Касл», а по воскресеньям в течение дня на участок «Королевский парк» — «Элефант-энд-Касл» выдаётся на две пары поездов в час меньше, чем в не пиковом графике.

## Иллюстрации

Станция «Килберн-парк»
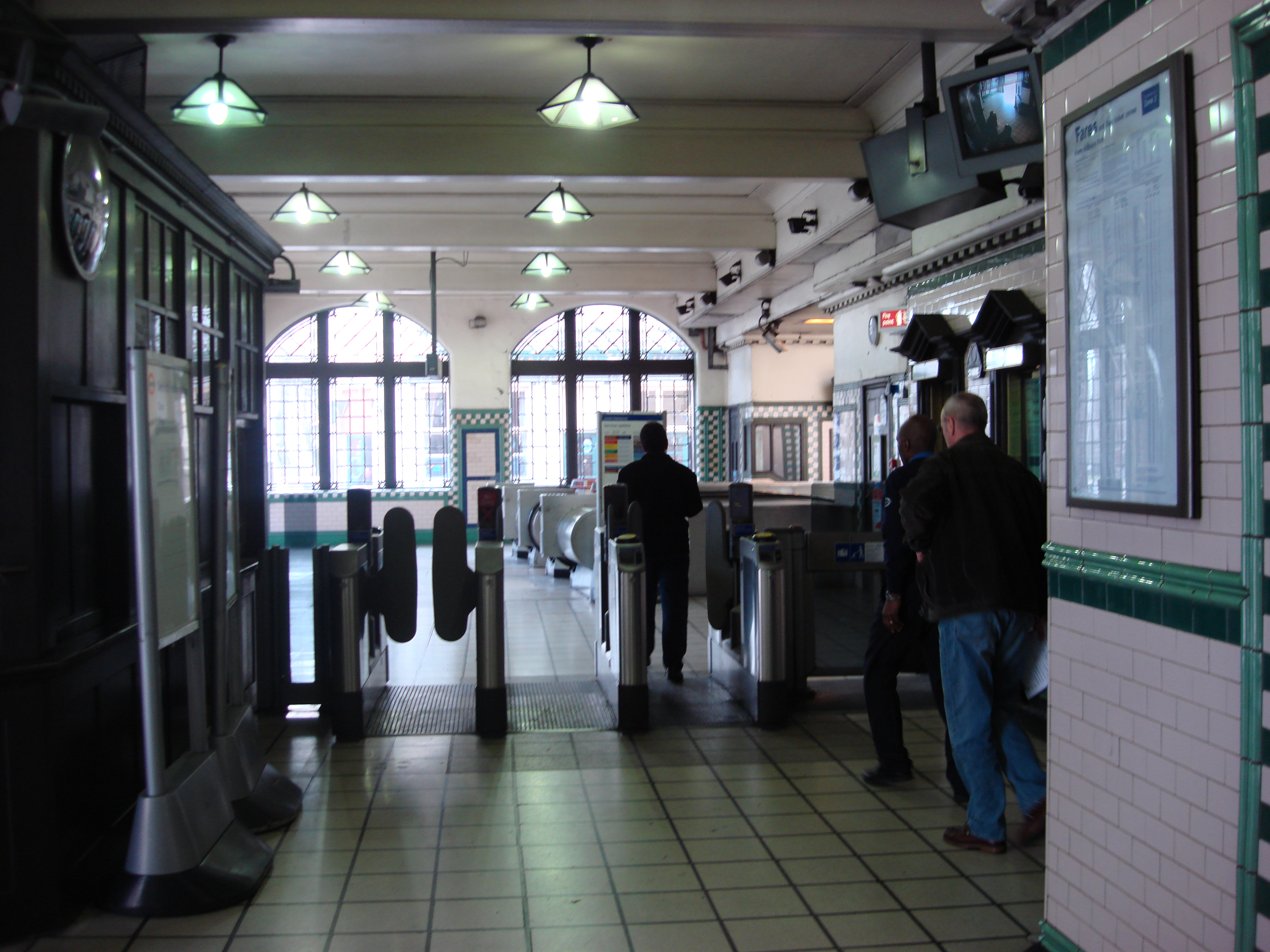
Турникеты и кассовый зал
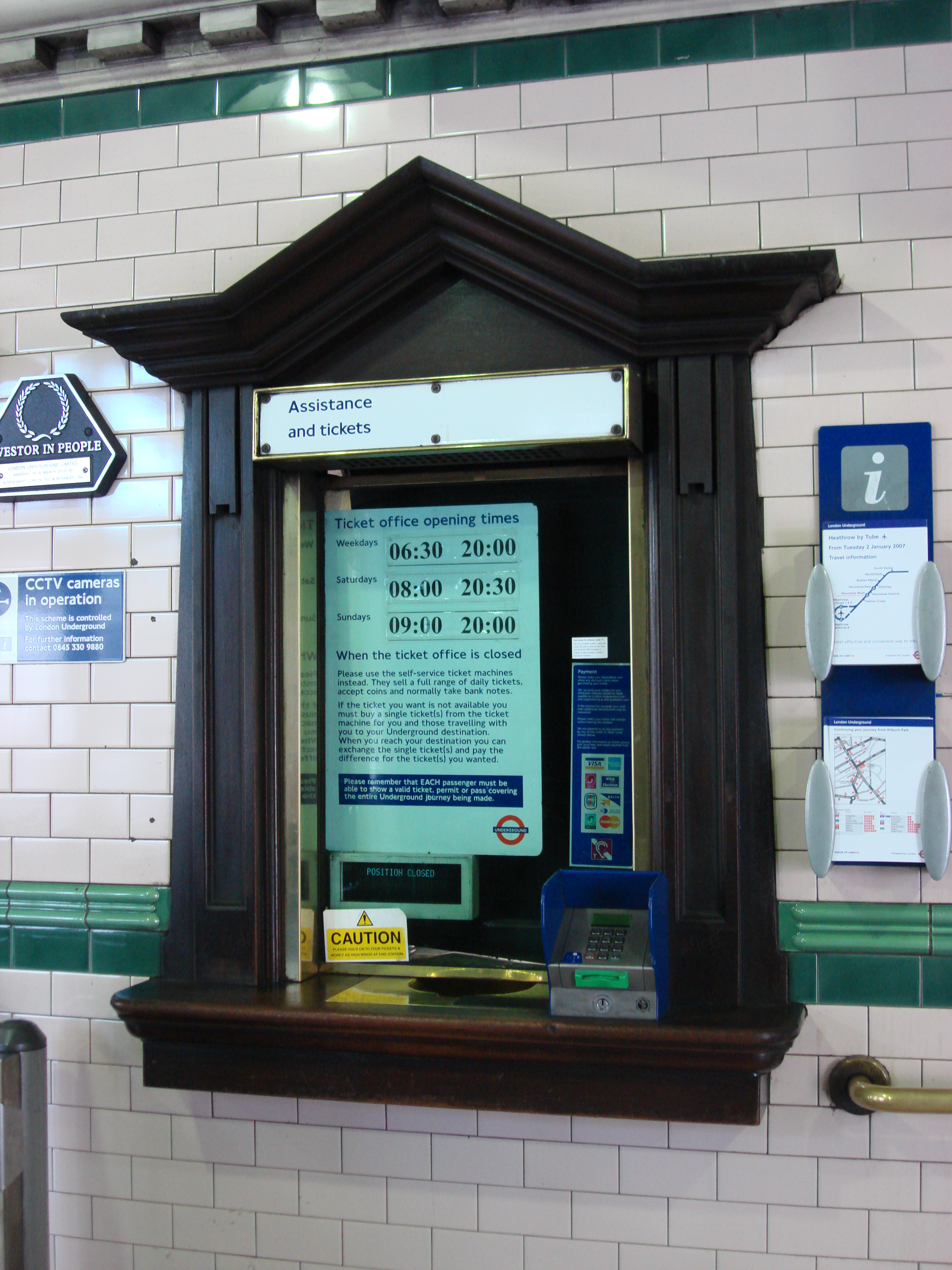
Билетная касса
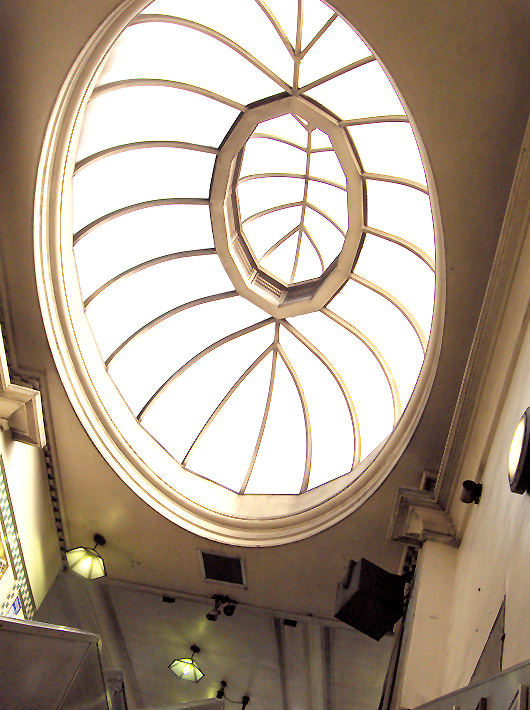
Застеклённый кессон наклонного хода
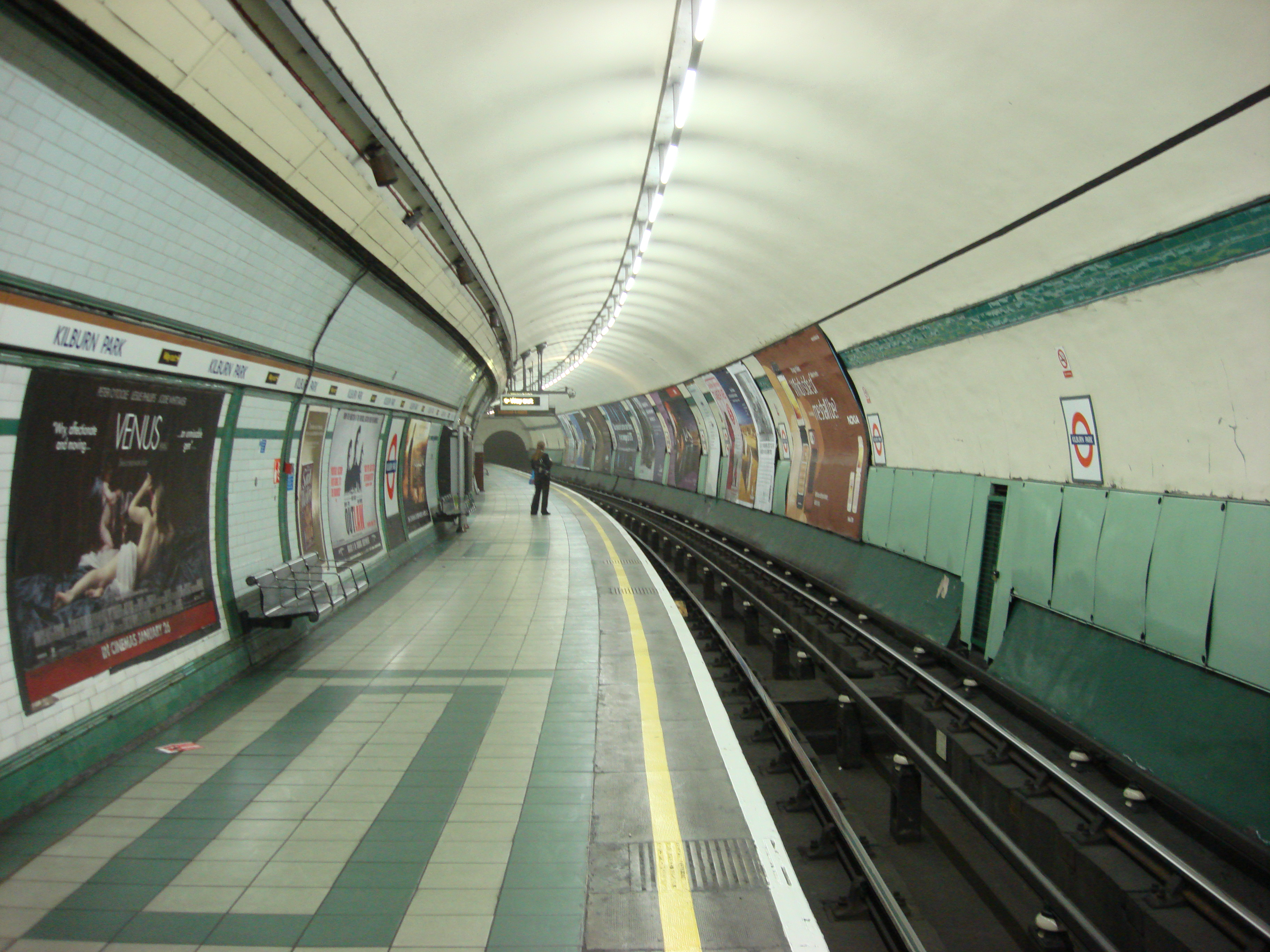
Южная платформа